# Otlica
Otlica este o localitate din comuna Ajdovščina, Slovenia, cu o populație de 319 locuitori.